# Bad Omens
Bad Omens is een Amerikaanse metalcoreband afkomstig uit Richmond, Virginia. De band werd opgericht in 2015 door Noah Sebastian, Nicholas Ruffilo en Vincent Riquier. Even later voegden Nick Folio en de Zweedse Joakim Karlsson, die ze daarvoor slechts via Skype en FaceTime gezien hadden, zich bij de band. Samen brachten zij in 2016 via Sumerian Records hun debuutalbum, Bad Omens, uit.

## Personele bezetting
Huidige leden
- Noah Sebastian – leidende vocals (2015–heden)
- Joakim "Jolly" Karlsson – leidende gitaar, vocals (2015–heden); slaggitaar (2018–heden)
- Nicholas Ruffilo – bas, achtergrondzang (2018–heden); slaggitaar, achtergrondzang (2015–2018); leidende gitaar (2015)
- Nick Folio – drums (2015–heden)

Voormalige leden
- Vincent Riquier – bas, achtergrondzang (2015–2018)

Tijdlijn

## Discografie

### Studioalbums
| Titel                           | Details                                           | Hoogste notering in de hitlijsten | Hoogste notering in de hitlijsten | Hoogste notering in de hitlijsten | Hoogste notering in de hitlijsten | Hoogste notering in de hitlijsten |
| Titel                           | Details                                           | US Heat                           | US Indep                          | US Hard Rock                      | US Rock                           |                                   |
| ------------------------------- | ------------------------------------------------- | --------------------------------- | --------------------------------- | --------------------------------- | --------------------------------- | --------------------------------- |
| Bad Omens                       | - Uitgebracht: 19 augustus 2016 - Label: Sumerian | 9                                 | 30                                | 13                                | 43                                |                                   |
| Finding God Before God Finds Me | - Uitgebracht: 2 augustus 2019 - Label: Sumerian  | 4                                 | 12                                | 7                                 | 21                                |                                   |

### Muziekvideo's
| Titel                       | Jaar | Regisseur      | YouTubelink |
| --------------------------- | ---- | -------------- | ----------- |
| "Glass Houses"              | 2015 | Orie McGinness |             |
| "Exit Wounds"               | 2016 | Orie McGinness |             |
| "The Worst in Me"           | 2016 | Orie McGinness |             |
| "The Fountain"              | 2016 | Orie McGinness |             |
| "Careful What You Wish For" | 2018 | Orie McGinness |             |
| "The Hell I Overcame"       | 2018 | Orie McGinness | 6           |
| '"Burning Out"'             | 2019 | Orie McGinness | 7           |
| "Limits"                    | 2020 | Orie McGinness | 8           |